# Sielsowiet Stradecz
Sielsowiet Stradecz (s. stradecki, biał. Страдзецкi сельсавет, stradziecki s., ros. Страдечский сельсовет, stradeczskij s.) – dawny sielsowiet na Białorusi w obwodzie brzeskim, w środkowo-zachodniej części rejonu brzeskiego (na południe od Brześcia). 
Centrum sielsowietu była miejscowość Stradecz. Jednostka na zachodzie poprzez Bug graniczyła z polską gminą Kodeń, leżącą w powiecie bialskim województwa lubelskiego. Ponadto na południu sąsiadowała z sielsowietem Znamienka, na północy – z miastem Brześć, zaś na wschodzie – z sielsowietem Muchawiec.
W skład sielsowietu wchodziły 3 wsie: Przyłuki, Stradecz, Zakazanka.

## Historia
Sielsowiet został utworzony 21 grudnia 2007 r. decyzją Komitetu Wykonawczego Brzeskiej Obwodowej Rady Delegatów po wcześniejszym (1.06.2007) włączeniu znacznej części sielsowietu Herszony w obręb miasta Brześć. 17 września 2013 r. podjęto decyzję o likwidacji sielsowietu i włączeniu należących do niego miejscowości w skład sielsowietu Znamienka.